# 苏稽碘泡虫
苏稽碘泡虫（学名：Myxobolus sujiensis）为碘泡科碘泡虫属的动物。在中国，分布于四川等地，营寄生生活，寄生在中华倒刺鲃的肾。